# هيشي
هيشي (بالصينية: 河池市) هي مدينة من مدن الصين. يبلغ عدد سكانها 3,991,900 نسمة حسب إحصائيات سنة 2010. يبلغ ارتفاع المدينة عن سطح البحر قرابة 195 متر. تبلغ مساحتها 33500 كم².

## أعلام
- هوانغ هوا

## وصلات خارجية
- الموقع الرسمي